# Antonio Saronni
Antonio Saronni (* 13. April 1956 in Oleggio) ist ein ehemaliger italienischer Radrennfahrer und nationaler Meister im Radsport.

## Sportliche Laufbahn
Saronni war Spezialist für Querfeldeinrennen (heutige Bezeichnung Cyclocross). Er gewann in dieser Disziplin die italienische Meisterschaft in den Jahren 1979, 1980, 1982 und 1983. 1981, 1984, 1987 und 1988 wurde er Vize-Meister hinter Ottavio Paccagnella. 1985 er Meisterschaftsdritter. Von 1979 bis 1988 war er Berufsfahrer, zumeist in den Radsportteams seines Bruders Giuseppe Saronni (SCIC-Bottecchia, Gis-Gelati, Del Tongo). Bei den Cyclocross-Weltmeisterschaften wurde Saronni 1975 45. im Amateurrennen. Bei den Profis wurde er 1979 11., 1980 13., 1981 17., 1982 15., 1983 20., 1984 18., 1985 13., 1986 20., 1987 25. und 1988 25. Saronni bestritt auch Straßenrennen, hatte dort aber keine Erfolge.

## Familiäres
Sein Vater Romano Saronni war Radrennfahrer, fuhr in der Amateurklasse Italiens. Seine Brüder Alberto Saronni und Giuseppe Saronni waren ebenfalls als Radrennfahrer aktiv.